# 巴奇拉万
巴奇拉万（Bachhrawan），是印度北方邦Rae Bareli县的一个城镇。总人口11879（2001年）。

## 人口
该地2001年总人口11879人，其中男性6145人，女性5734人；0—6岁人口1745人，其中男905人，女840人；识字率67.36%，其中男性为74.66%，女性为59.54%。